# Hunzel

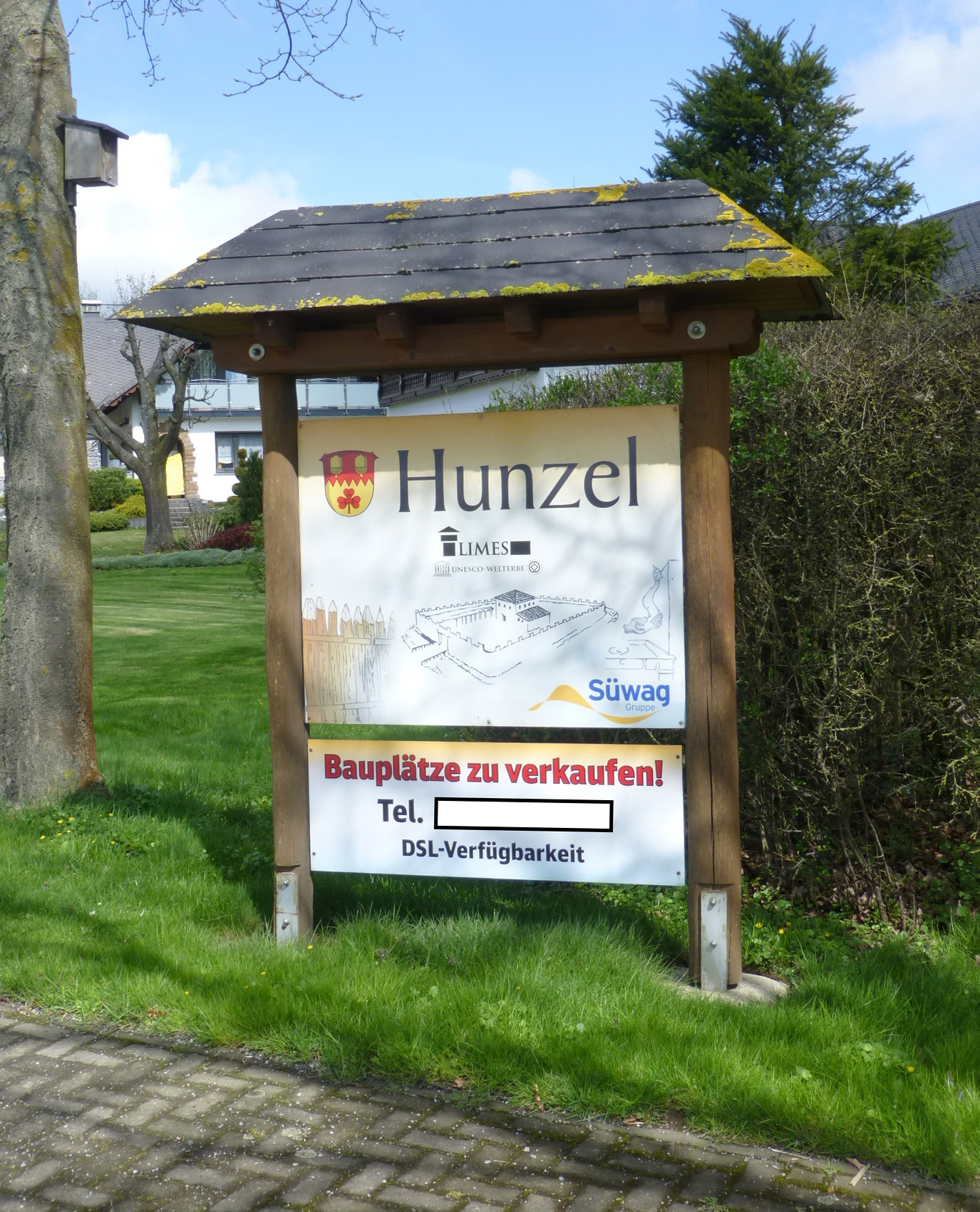
Panneau pour le Kastell du Limes (déclaré Héritage culturel depuis 2005 par l'Unesco)

Hunzel est une municipalité du Verbandsgemeinde Nastätten, dans l'arrondissement de Rhin-Lahn, en Rhénanie-Palatinat, dans l'ouest de l'Allemagne.